# Nujabes
Jun Seba (瀬葉 淳 Seba Jun?) (Nishiazabu, Tokio, 7 de febrero de 1974-Shibuya, Tokio, 26 de febrero de 2010), más conocido como Nujabes (ヌジャベス Nujabesu?), fue un DJ y productor japonés.

## Biografía
Era propietario de «T Records» y «Guiness Records» (ambas, tiendas de discos en Shibuya, Tokio). Lanzó tres álbumes en Japón, Metaphorical Music en 2003, Modal Soul en 2005 y Spiritual State en 2011. También colaboró con su música en la banda sonora de Samurai Champloo (con Shing02), un anime situado en la época del Japón feudal con anacronismos modernos, especialmente de música hip hop.
Además de artistas japoneses como Uyama Hiroto, Shing02 y Minmi, colaboró también con CYNE, Apani B, Five Deez, Cise Starr, Substancial, y con el rapero británico Funky DL. Su música es conocida por su fuerte influencia de cool jazz, frecuentemente usando samples de artistas como Miles Davis, Pat Metheny y Yusef Lateef. Además era miembro del dúo de producción «Urbanforest», una colaboración experimental con Nao Tokui (apareciendo en Lady Brown 12").
El 26 de febrero de 2010, Seba falleció luego de protagonizar un accidente de tránsito.

## Legado
Durante la década de los 2010, con la popularización global del movimiento "Lo-Fi", a través, principalmente,  de plataformas como YouTube o SoundCloud, Nujabes se ha convertido en un icono, siendo reconocido como un precursor y uno de los exponentes vitales para su desarrollo, junto con J Dilla.

## Discografía
Álbumes de estudio
- Metaphorical Music (21 de agosto de 2003)
- Modal Soul (11 de noviembre de 2005)
- Spiritual State (3 de diciembre de 2011)

Álbumes recopilatorios
- Hydeout Productions 1st Collection (23 de abril de 2003)
- Hydeout Productions 2nd Collection (11 de noviembre de 2007)
- Modal Soul Classics (6 de junio de 2008)
- Mellow Beats, Friends & Lovers (10 de junio de 2009)

Mixtape
- 1998: Sweet Sticky Thing
- 2002: Ristorante Mixtape: Nujabes

Sencillos y EP
- Peoples Don't Stray (1999)
- Ain't No Mystery Remixes (2001)
- Dimension Ball Tracks Volume 1 (2001)
- Luv(sic.) (2001)
- Ain't No Mystery (2001)
- Blessing It / The Final View (2002)
- Luv(sic.) Part 2 (2002)
- Flowers / After Hanabi (2003)
- Next View / Beyond (2003)
- Still Talking To You / Steadfast (2003)
- Lady Brown (2003)
- F.I.L.O (First In Last Out) (2003)
- D.T.F.N (2005)
- Blessing It Remix / Highs To Lows Remix (2005)
- Thank You (2007)

## Muerte
Murió en un accidente de coche el 26 de febrero de 2010. Su casa discográfica confirmó la noticia a través de una declaración en el sitio web oficial de la misma. Su muerte y el funeral se mantuvieron en secreto. Murió mientras conducía en la autopista metropolitana en Tokio. Fue llevado a un hospital, pero los intentos para salvarlo fueron infructuosos.